# Mama Keïta
Pour les articles homonymes, voir Keita.
Mama Keïta est un scénariste, réalisateur et producteur de cinéma guinéen, né le 6 août 1956, à Dakar, au Sénégal, d'une mère vietnamienne et d'un père guinéen.

## Filmographie

### Réalisateur
- 1981 : Le Cafard, court métrage
- 1982 : L'Oriental, court métrage
- 1985 : Opus 1, court métrage
- 1988 : Waps, court métrage
- 1991 : Ragazzi, long métrage
- 1993 : 1993 Nuit blanche, court métrage
- 1996 : Choisis-toi un ami..., long métrage
- 1998 : Le Onzième Commandement, long métrage
- 1998 : David Achkar, Une Étoile filante[1], documentaire
- 2003 : Le Fleuve, long métrage
- 2004 : Le Transfert, court métrage
- 2004 : Sur la route du fleuve, documentaire
- 2007 : Le Sourire du serpent, long métrage
- 2009 : L'Absence, long métrage

### Scénariste
- 1991 : Ragazzi
- 1998 : Le onzième commandement
- 2007 : Le Sourire du serpent
- 2009 : L'Absence
- 2011 : Le Bonheur d'Elza de Mariette Monpierre

### Producteur
- 1991 : Ragazzi (coproducteur)
- 2009 : L'Absence (producteur)
- 2011 : Le Bonheur d'Elza de Mariette Monpierre (producteur exécutif associé)

## Distinctions
- 1996 : Nomination de son film Choisis-toi un ami... pour le Léopard d'or, au Festival international du film de Locarno[2].
- 2003 : Prix de la presse au Festival du Film de Paris pour Le Fleuve, ex aequo avec The Tracker de l'australien Rolf de Heer[3].
- 2009 : Prix du meilleur scénario pour L'Absence au 21e FESPACO[3].